# Ткалун Петро Пахомович

Петро Пахомович Ткалун (1894, село Шарківщина  Миргородського повіту  Полтавської губернії — 29 липня 1938, Москва) — радянський воєначальник, комдив РСЧА.

## Біографія
Народився в сім'ї жандарма управління залізниць. В одній з автобіографій вказав, що народився в сім'ї селянина.  Українець. В 1906—1911 роках навчався у двокласному повітовому училищі та вчительській семінарії. На той час у вчительські семінарії приймалися особи з 16 років всіх станів православного віросповідання, які надали відгук про «гречну поведінку» і пройшли вступні випробування в обсязі програми 2-класних початкових училищ міністерства народної освіти з 5-6-річним терміном навчання. Випускники зобов'язані були «відпрацювати» в початкових школах протягом 4 років, що Ткалун аж до мобілізації в армію з якихось причин не виконував.
З вересня 191. закінчив Курси удосконалення вищого начскладу РСЧА Військової академії імені М. В. Фрунзе (1932—1933).
Втративши батька, в 10-річному віці почав свою трудову діяльність (одночасно навчаючись) ремонтником служби колії на залізничній станції Ромодан Південних залізниць (08.1904-09.1911). 10.1915-06.1916 — репетитор у приватних осіб на станції Ромодан.
У червні 1916 р. мобілізований в армію. Відряджений у Віленське військове училище, евакуйоване на той час у Полтаву. 16.12.1916 отримав підвищення у званні — прапорщик, направлений в  Кострому, в 202-й піхотний Горійський полк, в якому прослужив до травня 1917 р.
У травні 1917 р. призначений в 287-й Таруський піхотний полк, що знаходився на  Південно-Західному фронті. Був обраний головою полкового комітету. У вересні 1917 рік а вступає в РКП (б). У жовтні 1917 р. — залишає полк і  армію. Відбуває в  Москву.
21.11.1935 присвоєно військове звання комдив
- 08.1919-09.1919 -в 44-ій Стрілецької дивізії
- 09.1919-10.1919 — заступник начальника ПУР 12-ї армії
- 10.1919-01.1920 — командир 173-ї Стрілецької бригади 58-ї Стрілецької дивізії
- 01.1920-05.1920 — воєнком 2-ї бригади Червоної Української Галицької Армії
- 01.1920-04.1920 — начальник попередньої воєнно-політичної комісії 12-ї армії

## Військова служба в мирний час
- 01.1921-12.1921 — Заступник начальника політуправління, воєнком штабу  Київського військового округу
- 12.1921-04.1922 — воєнком Школи червоних старшин в Києві
- 04.1922-09.1924 — Центральної школи червоних старшин
- 09.1924-12.1926 — в Харкові нач.-воєнком 2-ї піхотної школи ім. Уншліхта
- 12.1929-10.1930 — військовий комендант Москви
- 10.1930-11.1935 — військовий комендант Москви голова правління Гарматно-арсенального тресту СРСР

## Комендант Кремля
- 11.1935-28.01.1936 — Комендант Кремля.
- Начальник Управління Комендатури Кремля НКВС СРСР (28.01.1936-25.09.1937)
- У розпорядженні наркома оборони СРСР (09.1937-01.1938)

## Смерть
У 1938 році репресований.

## Пам'ять
Реабілітований рішенням Верховного суду СРСР від 12 травня 1956 року.

## Нагороди
- Орден Червоного Прапора (20.02.1928)